# Emanuele Messineo
Emanuele Messineo (Marianopoli, 6 marzo 1949 – Maranello, 23 settembre 1974) è stato un militare italiano, Carabiniere insignito di medaglia d'oro al valor militare alla memoria.

## Biografia
Emanuele Messineo nacque a Marianopoli (CL) il 6 marzo 1949. Frequentate le scuole dell'obbligo nel paese natale, vi esercitò il lavoro di manovale. Chiamato alle armi con la classe 1949, svolse servizio quale Bersagliere prima a Nocera Inferiore (SA), poi a Roma dove, a domanda, venne incorporato nell'Arma dei Carabinieri. 
Promosso Carabiniere il 17 gennaio 1971, dopo aver svolto il corso presso il Battaglione di Torino, fu destinato alla Legione di Parma per l'impiego, nell'ordine, presso le Stazioni di Langhirano (PR), Vigatto di Parma, Castelvetro (Mo) e, dal 25 maggio 1972, Maranello (Mo). 

## L'omicidio
Il 23 settembre 1974 alle ore 13.15, un impiegato del Banco di San Geminiano e San Prospero di Maranello telefonava alla locale Stazione Carabinieri, richiedendo l'intervento dei militari in quanto due persone sospette si intrattenevano all'interno di quei locali, come se attendessero la chiusura dell'agenzia. Nella caserma si trovavano unicamente un giovane militare di servizio e il Carabiniere Messineo (gli altri due, il Comandante e un Appuntato, erano rispettivamente in permesso e in licenza). Senza esitare, Messineo si recò prontamente a piedi presso l'agenzia, distante circa 500 metri; ivi giunto, un impiegato gli indicò la persona sospetta, appoggiata al bancone, precisandogli che il secondo individuo, nel frattempo, era uscito. Il Carabiniere si avvicinò all'ambiguo personaggio, evidentemente per identificarlo, visto che fino ad allora non si erano manifestati chiari intenti criminali: presolo con la mano sinistra sotto il braccio destro, iniziava a condurlo verso gli uffici retrostanti, riservati al personale. Lo sconosciuto, che in un primo tempo aveva seguito docilmente il militare, all'improvviso estraeva dal giubbotto una pistola a tamburo puntandola contro il Messineo; quest'ultimo immediatamente afferrava il polso destro del malfattore per disarmarlo, ingaggiando una colluttazione nel corso della quale il rapinatore riusciva ad esplodere cinque colpi, tre dei quali raggiungevano il Carabiniere alla regione toracica sinistra, all'inguine e alla gamba sinistra. Nonostante le ferite, che si riveleranno mortali, il nostro continuerà a lottare con tanto impeto e decisione, come riferito da un testimone: «Dopo l'esplosione di questi colpi, il Carabiniere lottava sempre con il delinquente, sempre con le mani che afferravano il braccio, il corpo, o il giubbino di questi, e lottava con tanta decisione che non sembrava essere stato colpito o ferito, tanto che io credevo che i colpi fossero andati a vuoto».
Riuscito a divincolarsi, il delinquente fuggiva di corsa, mentre il Messineo tentava di inseguirlo, estraendo anche la pistola d'ordinanza ma, percorsi alcuni metri, si accasciava al suolo. Un altro testimone riferirà: «Quando il Carabiniere puntava la pistola contro il delinquente che fuggiva, a mio parere lo faceva coscientemente per evitargli la fuga e non con gesto meccanico. Dico questo perché per la decisione da lui mostrata, non mi sembrava neanche fosse stato colpito». Immediatamente soccorso e trasportato all'ospedale dalle di Formigine (Mo), l'Eroe vi decedeva alle ore 14.30, lasciando nello sconforto i genitori, quattro fratelli (uno di essi svolgerà servizio nell'Arma) e la giovane fidanzata che di lì a poco avrebbe dovuto sposare.
L'omicida, il complice che si era prima palesato e tre altri malviventi che, si scoprirà, erano posizionati all'esterno, si allontaneranno a bordo di due Fiat 124 rubate. Le indagini furono indirizzate anche all'ipotesi di un tentativo di autofinanziamento da parte di organizzazione terroristica.
Il comportamento del Carabiniere Emanuele Messineo riscosse l'ammirazione e la considerazione dell'intera popolazione, dell'Arma e delle Autorità: invece di ricorrere ad un facile comportamento di prudenza, infatti, egli scelse l'azione decisa affrontando fino all'estremo sacrificio il malfattore nel tentativo di renderlo inoffensivo. L'episodio, però, fu talmente eclatante che suscitò polemiche anche a livello nazionale, riguardanti la possibilità per le Forze dell'ordine di utilizzare le armi prima dei malintenzionati, l'esiguità di personale di Polizia in aree ricche come quella in argomento, la presunta eccessiva tolleranza della Magistratura nei confronti dei criminali e, nell'Arma, la necessità di disciplinare con maggior precisione le modalità di intervento.
Il Carabiniere Emanuele Messineo sarà decorato, "alla memoria" della Medaglia d'Oro al Valor Militare.
Al suo nome sono intitolate le caserme sedi del Comando Provinciale di Modena e della Stazione di Marianopoli (CL).